# Otuquisa
Otuquisa is een geslacht van hooiwagens uit de familie Gonyleptidae.
De wetenschappelijke naam Otuquisa is voor het eerst geldig gepubliceerd door Roewer in 1927. 

## Soorten
Otuquisa is monotypisch en omvat slechts de volgende soort:
- Otuquisa distincta